# Between Man and Beast
Between Man and Beast è un cortometraggio muto del 1917 diretto da  Colin Campbell. Prodotto dalla Selig e con la sceneggiatura di W.E. Wing, il film, di genere avventuroso, aveva come interpreti Bessie Eyton, Wheeler Oakman, Roy Watson.

## Trama
I Milbank, marito e moglie con la loro bambina, si inoltrano nella giungla alla ricerca del padre di lui, un cercatore d'oro, seguiti da Blackmoor, un avventuriero che vuole trarre profitto da quell'avventura. Quando arrivano alla capanna del vecchio, questi è ormai morto, lasciando i dati della sua concessione. Il figlio si allontana per le sue ricerche e Blackmoor ne approfitta per dar fuoco alla capanna. La donna e la bambina sono salvati dalle fiamme dal fedele Nig, il domestico indigeno. Milbank, scorgendo da lontano il fuoco, torna indietro ma non trova più nessuno. Blackmoor scopre nel cappello che Milbank ha perduto, una mappa. Intanto, mentre sua madre dorme nella foresta, la piccola Milbank viene rapita da una scimmia che non le fa del male ma che la tratta gentilmente. La mamma li insegue, perdendo il suo scialle. Riunitasi al marito, scopre con stupore la bambina sana e salva curata dalla scimmia. Milbank trova anche una miniera più ricca, mentre i documenti rubati di Blackmoor si rivelano perfettamente inutili per lui.

## Produzione
Il film fu prodotto dalla Selig Polyscope Company.

## Distribuzione
Distribuito dalla General Film Company, il film - un cortometraggio in due bobine - uscì nelle sale cinematografiche statunitensi l'8 settembre 1917.